# Nußdorf (Chiemgau)
Nußdorf é um município da Alemanha, situado no distrito de Traunstein, no estado da Baviera. Tem 16,12 km² de área, e sua população em 2019 foi estimada em 2.457 habitantes.